# Deutsche Feldhandball-Meisterschaft 1940/41
Die Deutsche Feldhandball-Meisterschaft 1940/41 war die 21. deutsche Feldhandball-Meisterschaft der Männer. Es existierten durch Hinzukommen weiterer Gaue mittlerweile 21 Bereichsklassen (ehemals Gauligen), deren Sieger sich für die deutsche Meisterschaft qualifizierten. Diese wurde, wie bereits im letzten Jahr, komplett im K.-o.-System ausgespielt. Am Ende sicherte sich der SV Polizei Hamburg durch einen 9:7-Erfolg im Finale gegen den MSV Hindenburg Minden seinen ersten Meistertitel.

## Teilnehmer an der Endrunde
| Verein                  | Qualifiziert als                                  |
| ----------------------- | ------------------------------------------------- |
| VfL Königsberg          | Meister der Bereichsklasse I Ostpreußen           |
| LSV Stettin             | Meister der Bereichsklasse II Pommern             |
| Elektra Berlin          | Meister der Bereichsklasse III Berlin-Brandenburg |
| LSV Reinecke Brieg      | Meister der Bereichsklasse IV Schlesien           |
| TSV 1867 Leipzig        | Meister der Bereichsklasse V Sachsen              |
| Dessauer SV 98          | Meister der Bereichsklasse VI Mitte               |
| SV Polizei Hamburg      | Meister der Bereichsklasse VII Nordmark           |
| TuRa Gröpelingen        | Meister der Bereichsklasse VIII Niedersachsen     |
| MSV Hindenburg Minden   | Meister der Bereichsklasse IX Westfalen           |
| Lintforter SpV          | Meister der Bereichsklasse X Niederrhein          |
| TK Köln-Nippes          | Meister der Bereichsklasse XI Mittelrhein         |
| TSV Wilhelmshöhe Kassel | Meister der Bereichsklasse XII Hessen             |
| SA-KSG Frankfurt        | Meister der Bereichsklasse XIII Südwest           |
| SV Waldhof Mannheim     | Meister der Bereichsklasse XIV Baden              |
| TSV Süßen 1883          | Meister der Bereichsklasse XV Württemberg         |
| Post SV München         | Meister der Bereichsklasse XVI Bayern             |
| Grazer AK               | Meister der Bereichsklasse XVII Ostmark           |
| LSV Eger                | Meister der Bereichsklasse XVIII Sudetenland      |
| WSV Marienburg          | Meister der Bereichsklasse XIX Danzig-Westpreußen |
| FC Mühlhausen           | Meister der Bereichsklasse Elsaß                  |
| LSV Posen               | Meister der Bereichsklasse Wartheland             |

## Ausscheidungsrunde
| Datum          |                         | Ergebnis |                       |
| -------------- | ----------------------- | -------- | --------------------- |
| 20. April 1941 | LSV Posen               | 14:13    | LSV Stettin           |
| 20. April 1941 | LSV Eger                | 9:6      | Grazer AK             |
| 20. April 1941 | TuRa Gröpelingen        | 2:7      | MSV Hindenburg Minden |
| 20. April 1941 | TSV Wilhelmshöhe Kassel | 15:10    | TK Köln-Nippes        |
| 20. April 1941 | TSV Süßen 1883          | 22:5     | FC Mühlhausen 93      |

## Vorrunde
| Datum       |                         | Ergebnis |                     |
| ----------- | ----------------------- | -------- | ------------------- |
| 4. Mai 1941 | VfL Königsberg          | 6:10     | LSV Posen           |
| 4. Mai 1941 | WSV Marienburg          | 8:16     | Elektra Berlin      |
| 4. Mai 1941 | LSV Reinecke Brieg      | 19:8     | LSV Eger            |
| 4. Mai 1941 | TSV 1867 Leipzig        | 7:5      | Post SV München     |
| 4. Mai 1941 | SV Polizei Hamburg      | 9:3      | Dessauer SV 98      |
| 4. Mai 1941 | MSV Hindenburg Minden   | 13:1     | Lintforter SpV      |
| 4. Mai 1941 | SA-KSG Frankfurt        | 15:8     | TSV Süßen 1883      |
| 4. Mai 1941 | TSV Wilhelmshöhe Kassel | 6:16     | SV Waldhof Mannheim |

## Zwischenrunde
| Datum        |                       | Ergebnis |                     |
| ------------ | --------------------- | -------- | ------------------- |
| 17. Mai 1941 | LSV Posen             | 8:11     | Elektra Berlin      |
| 17. Mai 1941 | LSV Reinecke Brieg    | 8:4      | TSV 1867 Leipzig    |
| 17. Mai 1941 | SA-KSG Frankfurt      | 7:13     | SV Polizei Hamburg  |
| 17. Mai 1941 | MSV Hindenburg Minden | 9:6      | SV Waldhof Mannheim |

## Halbfinale
| Datum        |                    | Ergebnis |                       |
| ------------ | ------------------ | -------- | --------------------- |
| 8. Juni 1941 | Elektra Berlin     | 8:10     | SV Polizei Hamburg    |
| 8. Juni 1941 | LSV Reinecke Brieg | 4:8      | MSV Hindenburg Minden |

## Finale
| SV Polizei Hamburg   | SV Polizei Hamburg | MSV Hindenburg Minden | MSV Hindenburg Minden |
| Flagge nicht bekannt | 29. Juni 1941 in Kassel (Hessenkampfbahn) Ergebnis: 9:7 (4:5) Zuschauer: 8.000 Schiedsrichter: Immel (Berlin)                                                                       | 29. Juni 1941 in Kassel (Hessenkampfbahn) Ergebnis: 9:7 (4:5) Zuschauer: 8.000 Schiedsrichter: Immel (Berlin)                                      | Flagge nicht bekannt  |
| Flagge nicht bekannt | Carl Boysen – Sössna, Werner Vick, Möller, Kühn, Kosa, Schön, Heinrich, Hans Theilig, Gohlke, Droste                                                                                | Bannert – Willy Bandholz, Arthur Knautz, Dörmann, Juracko, Röttckes, Meier, Möller, Röttger, Pagenkämper, Heiligrath                               | Flagge nicht bekannt  |
| Flagge nicht bekannt | 1:1 Theilig (2.) 2:3 Theilig (17.) 3:3 Theilig (20.;FW) 4:5 Theilig (28.;FW) 5:5 Theilig (34.;FW) 6:5 Theilig (35.;13M) 7:6 Theilig (39.;FW) 8:7 Theilig (49.;FW) 9:7 Theilig (57.) | 0:1 Röttger (1.) 1:2 Heiligrath (4.) 1:3 Röttger (13.;FW) 3:4 Pagenkämper (22.) 3:5 Pagenkämper (27.;FW) 6:6 Röttger (37.;FW) 7:7 Röttger (43.;FW) | Flagge nicht bekannt  |